# Улзар
Улзар (рос. Улзар) — улус Джидинського району, Бурятії Росії. Входить до складу Сільського поселення Верхньоторейське.
Населення — 110 осіб (2015 рік).